# رابرت برن
رابرت ام. برن (22 آوریل 1918 - 4 اکتبر 2001) متخصص قلب  و مدرس پزشکی بود که کتابهای درسی او توسط نسلهای گوناگون پزشکان مورد استفاده قرار گرفت  برن به دلیل سهم عمده تحقیقات خود در مورد نقش آدنوزین در جریان خون به قلب. 